# Barbara Hale
Barbara Hale (ur. 18 kwietnia 1922 w DeKalb, Illinois, zm. 26 stycznia 2017 w Sherman Oaks, Kalifornia) – amerykańska aktorka.
W młodości była modelką. W 1942 podpisała swój pierwszy kontrakt filmowy. Przez wiele lat występowała w westernach u boku swojego męża Billa Williamsa. Choć wystąpiła w około 50 filmach, to największą popularność przyniosła jej rola Delli Street w serialu telewizyjnym Perry Mason u boku adwokata Masona (w tej roli Raymond Burr).

## Filmografia
- 1970: Port lotniczy